# Parakou
Parakou és la ciutat més gran del nord de Benín, amb una població d'unes 200.000 persones. Es troba a l'autopista principal nord-sud i al final del ferrocarril a Cotonou. Això l'ha convertit en un poble mercantil important. Les indústries principals són l'oli de cacauet i la cervesa.

## Història
Parakou (de Kpara Klou) fou fundada per comerciants wasangaris el segle xv o XVI, en territori dels baribes. El fundador de la dinastioa de Parakou era descendent de la dinastia ioruba de Savè a 200 km al sud. El primer rei hauria crescut a Nikki sent un ioruba barrejat amb bariba wasangari, però pel seu origen barrejat no fou acceptat en aquesta ciutat i va emigrar amb els seus seguidors a Parakou. El nou regne va tenir poc contacte amb Nikki, tot i ser el principal regne bariba de la regió. Al segle xix Parakou era el major mercat d'esclaus de la regió i parada de la ruta entre Bussa i el país Aixanti.
El creixement (a causa de les polítiques liberals amb els comerciants d'esclaus) va provocar friccions amb Nikki (situada al nord-est). Parakou tenia influències iorubes, de Dendi o dels estats hausses però era en canvi distant de Nikki. Parakpou va refusar enviar tropes a la batalla d'Ilorin i va trencar amb el regne de Nikki quan va esclatar la lluita de successió en la qual Nikki tractava d'intervenir. Una expedició de castig de Nikki sobre Parakou va fracassar.
En el període colonial els francesos van escollir Parakou com a capital regional del Borgou, en lloc de Nikki, de la que Parakou havia estat feudatària. Va prosperar durant la colònia.
Després de la independència, la ciutat i regió va ser partidària de Maga, però com un reflex de sentiments contra el sud, ja que la població era prou barrejada ètnicament. Mathieu Kerekou el 1972 va instaurar el comunisme i va acabar amb les disputes ètniques. El seu règim va durar fins al 1990.

## Llocs d'interès
- Museu a l'aire lliure de Parakou